# Míssil balístico intercontinental

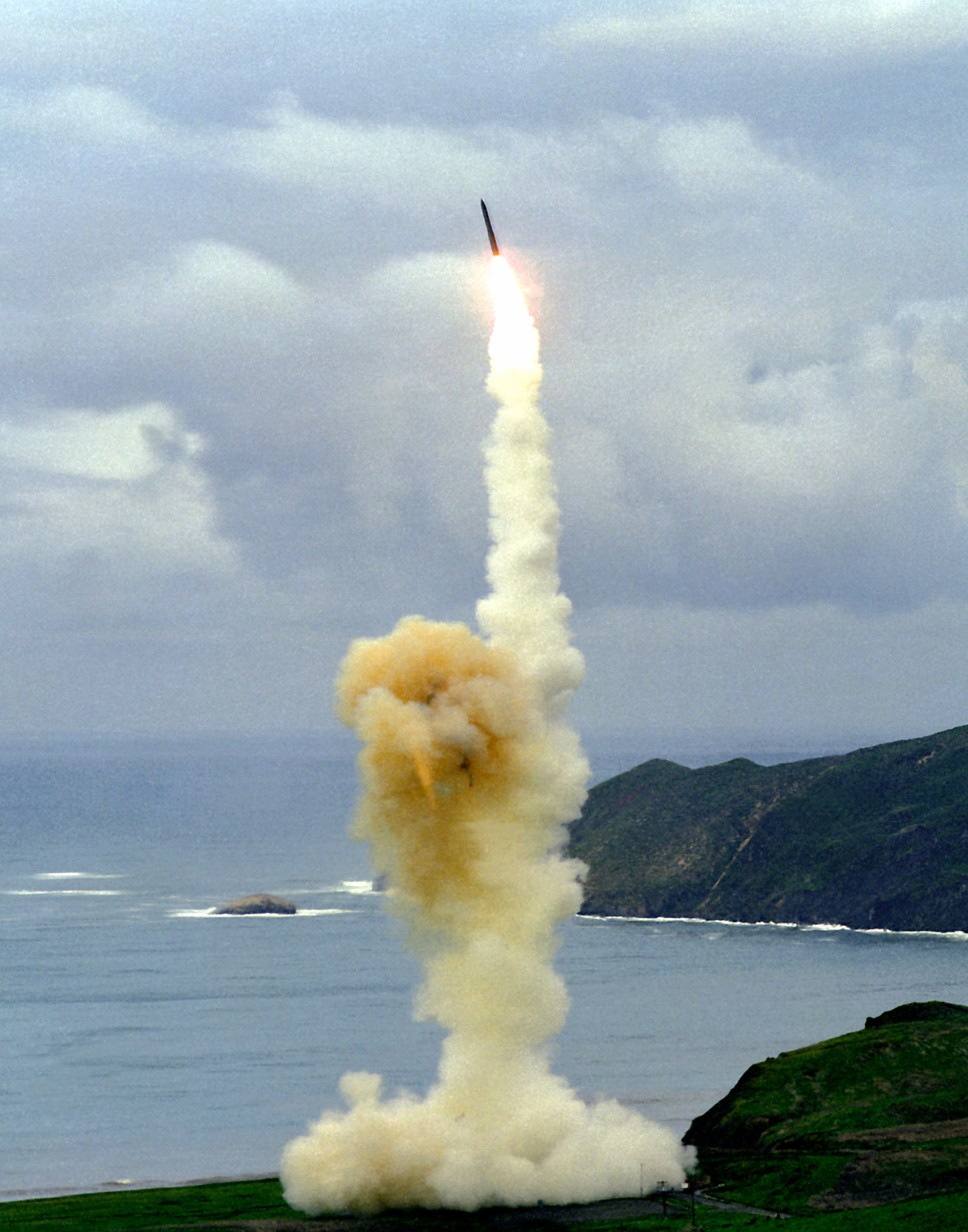
Minuteman III após um teste de lançamento.

Um míssil balístico intercontinental (ICBM) é um míssil balístico com alcance superior a 5 500 quilômetros, projetado principalmente para entrega de armas nucleares (entregando uma ou mais ogivas termonucleares). Armas convencionais, químicas e biológicas também podem ser entregues com eficácia variável, mas nunca foram implantadas em ICBMs. A maioria dos designs modernos suporta vários veículos de reentrada segmentáveis de forma independente (MIRVs), permitindo que um único míssil carregue várias ogivas, cada uma das quais pode atingir um alvo diferente. Rússia, Estados Unidos, China, França, Índia, Reino Unido e Coreia do Norte são os únicos países conhecidos por terem ICBMs operacionais.
Os primeiros ICBMs tinham precisão limitada, o que os tornava adequados para uso apenas contra os maiores alvos, como cidades. Eles eram vistos como uma opção de base "segura", que manteria a força de dissuasão perto de casa, onde seria difícil atacar. Ataques contra alvos militares (especialmente os endurecidos) ainda exigiam o uso de um bombardeiro tripulado mais preciso. Projetos de segunda e terceira geração (como o LGM-118 Peacekeeper) melhoraram drasticamente a precisão até o ponto em que até os menores alvos pontuais podem ser atacados com sucesso.
Os ICBMs são diferenciados por terem maior alcance e velocidade do que outros mísseis balísticos: mísseis balísticos de médio alcance (IRBMs) e (MRBMs), mísseis balísticos de curto alcance (SRBMs) e mísseis balísticos táticos (TBMs).

## Fases do voo
As seguintes fases de voo podem ser distinguidas:
- fase de reforço: 3 a 5 minutos; é mais curto para um foguete de combustível sólido do que para um foguete de combustível líquido; dependendo da trajetória escolhida, a velocidade típica de esgotamento é de 4 km/s (2,5 mi/s), até 7,8 km/s (4,8 mi/s); altitude no final desta fase é tipicamente 150 a 400 km (93 a 249 mi).
- fase intermediária: aprox. 25 minutos – voo espacial suborbital com uma trajetória de voo fazendo parte de uma elipse com um eixo maior vertical; o apogeu (na metade da fase de meio curso) está a uma altitude de aproximadamente 1 200 km (750 mi); o semieixo maior está entre 3 186 e 6 372 km (1 980 e 3 959 milhas); a projeção da trajetória de voo na superfície da Terra é próxima a um grande círculo, ligeiramente deslocado devido à rotação da Terra durante o tempo de voo; o míssil pode liberar várias ogivas independentes e auxiliares de penetração , como balões revestidos de metal, palha de alumínio e chamarizes de ogivas em grande escala.
- fase de reentrada /terminal (começando a uma altitude de 100 km, 62 mi): 2 minutos – o impacto ocorre a uma velocidade de até 7 km/s (4,3 mi/s) (para os primeiros ICBMs inferiores a 1 km/s (0,62 mi/s) mi/s)); ver também veículo de reentrada manobrável.

Os ICBMs geralmente usam a trajetória que otimiza o alcance para uma determinada quantidade de carga útil (a trajetória de energia mínima); uma alternativa diferente permite menos carga útil, menor tempo de voo e tem um apogeu muito menor.

## Defesa antimísseis
Um míssil antibalístico é um míssil que pode ser implantado para combater um ICBM nuclear ou não nuclear. Os ICBMs podem ser interceptados em três regiões de sua trajetória: fase boost, fase intermediária ou fase terminal. Os Estados Unidos, Rússia, Índia, França, Israel e China já desenvolveram sistemas de mísseis antibalísticos, dos quais o sistema de mísseis antibalísticos russo A-135, o norte-americano Ground-Based Midcourse Defense e o Indiano Prithvi Os Veículos de Defesa Mark-II são os únicos sistemas com capacidade de interceptar e derrubar ICBMs que transportam ogivas nucleares, químicas, biológicas ou convencionais.